# فيروسات اللفت
فيروسات اللفت (بالإنجليزية: Tymoviridae)‏ هي عائلة من الفيروسات الاٍيجابية ذات الرنا أحادي السلسلة تصنف ضمن المجموعة IV في تصنيف بلتيمور. وهي عائلة جديدة نسبياً تم التوافق عليها فقط في عام 2002 وتضم ثلاث أجناس أهمها جنس فيروس اللفت الذي يضم نوع فيروس تيرقش اللفت المصفر وهو أكبر أجناسها بحوالي 25 نوعاً.

## وصلات خارجية
- نطاق فيروسي فيروسات اللفت